# Филомена (Боккаччо)
Филомена (итал. Filomena) — знатная флорентийка, персонаж романа «Декамерон» итальянского писателя и поэта XIV века Джованни Боккаччо. Одна из семи рассказчиц, указана третьей в списке перечисления (после Пампинеи и Фьяметты). По предложению Пампинеи группа из трёх благородных юношей и семи дам удалились из охваченной чумой Флоренции за город. Именно Филомена предложила включить в состав их компании мужчин. Трое юношей и три из семи женщин состоят в любовных отношениях. Комментаторы на основе косвенных предположений в качестве возлюбленного Филомены называли Филострато. Известно, что Филомена ― это псевдоним знатной дамы, в которую Боккаччо был влюблён до Фьямметты. Ей посвящена его юношеская поэма «Филострато». Она стала королевой Второго дня и рассказчицей следующих новелл: I, 3; II, 9; III, 3; IV, 5; V, 8; VI, 1;VII, 7; VIII, 6; IX, 1; X, 8.

## Характеристика
Как и в более ранних произведениях Боккаччо, имена большинства центральных персонажей эллинизированы, что, по мнению комментаторов, указывает на выраженную гуманистическую традицию. В переводе с греческого Филомена означает «любительница пения». Одна из семи рассказчиц (которым от 18 до 28 лет), идёт третьей в списке перечисления (День первый): после Пампинеи и Фьяметты. По предложению Пампинеи, старшей из женщин, группа из трёх благородных юношей и семи дам покинули оказавшуюся во власти чумы Флоренцию, удалившись в сельскую местность. Именно Филомена, о которой сказано, что она «женщина рассудительная», предложила включить в состав их компании мужчин. Она объяснила свои мотивы таким образом: «Вспомните, что все мы — женщины, и нет между нами такой юной, которая не знала бы, каково одним женщинам жить своим умом и как они устраиваются без присмотра мужчины. Мы подвижны, сварливы, подозрительны, малодушны и страшливы; вот почему я сильно опасаюсь, как бы, если мы не возьмём иных руководителей, кроме нас самих, наше общество не распалось слишком скоро и с большим ущербом для нашей чести, чем было бы желательно». Считается, что такая инициатива продиктована не антифеминистскими взглядами Филомены, так как она просто выражает мысль, что «женщина есть женщина». Это входит и в замысел автора, желающего разнообразить общество «Декамерона», для которого ему потребовался «не элитарно-литературный кружок, а новое человеческое общество».

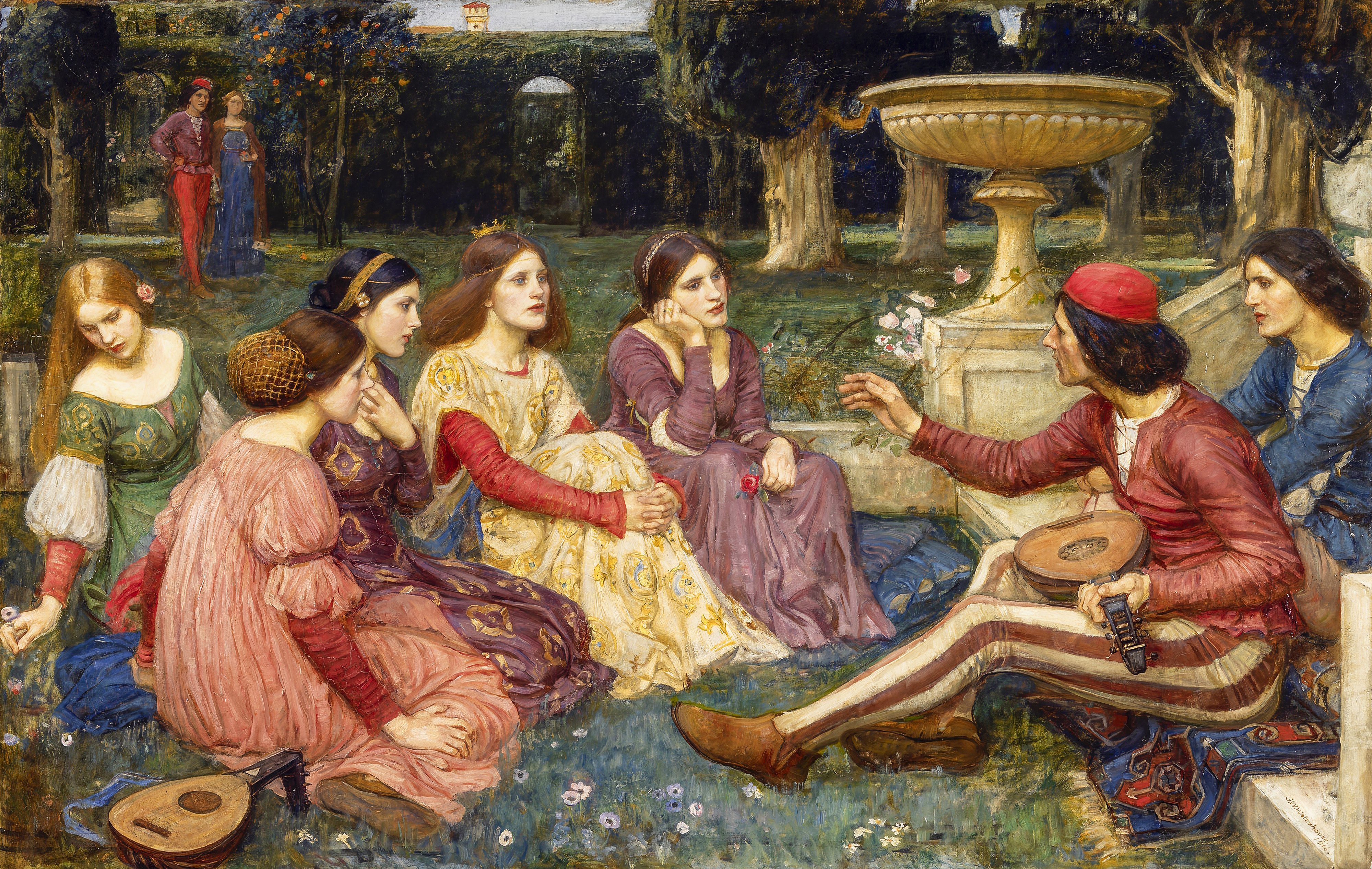
Джон Уильям Уотерхаус. «Декамерон», 1916

Трое мужчин и три из семи женщин состоят в любовных отношениях. На основе различных предположений комментаторы в качестве пар называли: Дионео — Фьямметта, Панфило — Нейфила, Филострато (букв. — «поверженный или сражённый от любви») — Филомена. Известно, что Филомена ― это псевдоним знатной дамы, в которую Боккаччо был влюблён до Фьямметты. Ей посвящена его юношеская поэма «Филострато» (вторая половина 1330-х годов), повествующая о трагической любви троянского царевича Троила к Крисеиде. В прологе, написанном как обращение к уехавшей в другой город любимой, идёт речь о чувствах поэта во время разлуки.
После того как Пампинея была избрана королевой Первого дня, Филомена сплела лавровый венок и возложила его ей на голову: «С тех пор, пока держалось их общество, венок был и для всякого другого знаком королевской власти или старшинства». Филомена, «юная и благоразумная» (1, 10), была избрана королевой Второго дня, она вторая после Пампинеи занялась усовершенствованием порядка времяпровождения общества. Так, она предложила, чтобы рассказчики посвящали свои истории раскрытию одной темы: в Первый день каждый рассказывал то, что ему «заблагорассудится». «Декамерон» разделён на десять дней, в каждый из этих дней рассказывается по десять новелл. Филомена является рассказчицей следующих: I, 3; II, 9; III, 3; IV, 5; V, 8; VI, 1;VII, 7; VIII, 6; IX, 1; X, 8. По приказанию королевы Лауретты в конце Седьмого дня Филомена поёт канцону — темой она выбрала страдания от разлуки с возлюбленным («Увы, как жизнь мне тяжела!»).
Историк литературы Александр Веселовский характеризовал её таким образом: «…красивая, разумная девушка: она первая догадывается, что им без сопутствия мужчин не обойтись, и когда Неифила выражает опасение, как бы о том не заговорили криво, смело отвечает: „Лишь бы жить честно, и не было у меня угрызений совести, а там пусть говорят противное. Господь и правда возьмут за меня оружие“. Тем не менее она смущена, когда её выбрали королевой, но тотчас же входит в роль, припомнив рассказ Пампинеи о добродетельных простухах, не умеющих связать слова: она не хочет показаться простушкой и станет вести дело, следуя не только своему мнению, но и мнению всего общества». Считается, что в её уста вложены авторские мысли о том, что в рассказе историй содержится не просто большое удовольствие, это не просто забава, так как в этом процессе заключается польза, благо. Литературовед Руф Хлодовский писал, что под «пользой» следует понимать воспитательные возможности повествования, что отвечало гуманистическим устремлениям самого Боккаччо.